# 오에촌 (돗토리현)
오에촌(大江村)은 돗토리현 야즈군에 있던 촌이다.  1896년 3월 31일까지 야카미군에 속해있었다.

## 역사
- 1889년 10월 1일 - 정촌제 시행에 의해 야카미군 오에촌이 성립하였다.
- 1896년 4월 1일 - 야카미군, 핫토군, 지즈군이 합병해 야즈군이 성립하여, 야즈군 오에촌이 되었다
- 1918년 4월 1일 - 이이다촌과 합병해 오이촌이 성립하여, 동일 오에촌은 폐지되었다.